# Gépi érzékelés
A gépi érzékelés azt jelenti, hogy egy számítógépes rendszer képes az adatokat úgy értelmezni, ahogy az emberek az érzékszerveiken keresztül kapcsolódnak a világhoz. Alapvetően a számítógépek a hozzájuk csatlakoztatott hardvereken keresztül érzékelik és reagálnak a környezetükre. A közelmúltig a számítógépek bemeneti lehetőségi leginkább a billentyűzetre és az egérre korlátozódtak, de a hardver és szoftver fejlődésének köszönhetően ma már képesek az emberekhez hasonlóan érzékszervi adatokat is fogadni.
A gépi érzékelés révén a számítógép a szenzorok által szolgáltatott, valamint a hagyományos számítógépes eljárásokkal nyert adatokat is fel tudja dolgozni, így pontosabb információkat gyűjthet, és azokat a felhasználók számára is áttekinthetőbb formában jelenítheti meg. Ide sorolható többek között a gépi látás, a gépi hallás, a gépi tapintás és a gépi szaglás. A gépi szaglás kapcsán fontos kiemelni, hogy a mesterséges illatanyagok kémiai vegyületi, molekuláris és atomi szinten nem különböztethetők meg, teljesen azonosak.
A gépi érzékelés fő célja, hogy a gépek az emberekhez hasonlóan lássák, érezzék és érzékeljék a környezetüket. Ennek eredményeként képesek lesznek emberi módon megmagyarázni döntéseik okát, figyelmeztetni minket, ha hibát észlelnek, és legfőképpen azt is elmondani, mi okozza a hibát. Ez a célkitűzés nagyban hasonlít arra, amit általánosságban a mesterséges intelligenciával kapcsolatban megfogalmaznak, de a gépi észlelés csak korlátozott mértékű érzékelést tenne lehetővé, és nem ruházná fel a gépeket teljes tudatossággal, önreflexióval vagy saját szándékkal.

## Gépi látás
A gépi látás egy olyan szakterület, amely képeknek és a valós világból származó magas dimenziójú adatoknak a megszerzésével, feldolgozásával, elemzésével és megértésével foglalkozik abból a célból, hogy numerikus vagy szimbolikus információt például döntéseket  állítson elő. A gépi látásnak napjainkban már sokféle gyakorlati alkalmazása létezik, többek között az arcfelismerés, a földrajzi modellezés, vagy akár az esztétikai értékelés.
Ugyanakkor a gépeknek még mindig gondot okoz a vizuális információk pontos feldolgozása, amennyiben azok homályosak, vagy ha az ingerek megfigyelési szöge gyakran módosul. Nehézséget jelent a számítógépek számára az is, hogy egy adott inger tényleges jellegét megállapítsák, ha az egy másikkal részben fedi egymást vagy folytonosan összeér. Ez a jelenség a jó folytatás elveként (Principle of Good Continuation) ismert. A gépek számára kihívást jelent továbbá azon ingerek érzékelése és rögzítése is, amelyek a látszólagos mozgás elve (Apparent Movement principle) alapján működnek – ez utóbbi a Gestalt pszichológia kutatási körébe tartozik.

## Gépi hallás
A gépi hallás (angolul: machine listening, illetve computer audition) egy olyan képesség, amely lehetővé teszi a számítógépek és gépek számára, hogy hangokat  például beszédet vagy zenét  fogadjanak be és dolgozzanak fel. Ez a szakterület sokféleképpen hasznosítható, ideértve például a zenei anyagok rögzítését és tömörítését, a beszédgenerálást (beszédszintézist) és a beszédfelismerést. Emellett ez a technológia képessé teszi a gépet arra, hogy az emberi agyhoz hasonlóan, a számos zavaró hang és háttérzaj mellett is képes legyen egy adott hangforrásra koncentrálni. Ezt a képességet “auditív jelenetelemzésnek” nevezik. A technológia lehetővé teszi a gép számára, hogy egyszerre több, párhuzamosan zajló hangfolyamot szétválasszon.Sok hétköznapi eszköz, köztük az okostelefonok, hangfordító készülékek és gépjárművek is rendelkeznek valamilyen gépi hallás funkcióval.A mai technológia számára a beszéd szegmentálása továbbra is problémás feladat. Ez azt jelenti, hogy időnként nem képes helyesen elkülöníteni a szavakat a mondatokon belül, különösen, ha a beszélő szokatlan akcentussal beszél.

## Gépi érintés

Tapintásérzékelő

A gépi érintés a gépi érzékelés azon területe, amely a tapintási információk számítógép vagy gép általi feldolgozásával foglalkozik. Az alkalmazási területek közé tartozik a felületek tapintással történő érzékelése, illetve a finom mozgások, amikor a tapintási információ intelligens reflexeket és a környezettel való hatékony együttműködést tesz lehetővé.Habár a gépek képesek lehetnek érzékelni, mikor és hol lép fel súrlódás, illetve annak természetét és erősségét, még mindig nincs olyan módszerük, amellyel a hétköznapi emberi fizikai élményeket  például a fájdalmat  mérni tudnák. A kutatók eddig még nem találtak fel olyan mechanikus eszközt, amely képes lenne helyettesíteni a testben és az agyban működő nociceptorokat, amelyek az emberi fizikai kellemetlenség és szenvedés érzékeléséért felelősek.

## Gépi szaglás
A kutatók jelenleg olyan számítógépeket fejlesztenek, amelyeket gépi szaglásnak neveznek, és amelyek képesek a szagok felismerésére és mérésére is. A levegőben lévő vegyi anyagokat egy, az elektronikus orrnak nevezett eszközzel érzékelik és kategorizálják.

## Gépi íz
Az elektronikus nyelv egy olyan műszer, amely ízeket mér és hasonlít össze.Az IUPAC szakmai jelentése értelmében az „elektronikus nyelv” egy olyan analitikai műszer, amely tartalmaz egyrészt nem szelektív kémiai szenzorok sorozatát – melyek különböző oldatösszetevőkre részleges specificitással bírnak –, másrészt egy megfelelő mintázatfelismerő berendezést, ami alkalmas egyszerű és komplex oldatok mennyiségi és minőségi összetételének felismerésére.
Az ízérzékelésért felelős kémiai vegyületeket az emberi ízlelőreceptorok érzékelik. Hasonló módon, az elektronikus műszerek több elektródából álló szenzorai ugyanezeket az oldott szerves és szervetlen vegyületeket képesek érzékelni. Az egyes szenzorok, akárcsak az emberi receptorok, különböző anyagokra eltérően reagálnak. Az általuk adott információk egymást kiegészítik, és az összes szenzor eredménye együtt egyedi „ujjlenyomatot” hoz létre. A szenzorok többsége olyan érzékenységi határral rendelkezik, amely az emberi érzékelők szintjével megegyező vagy annál jobb.
Biológiai rendszerekben az ízingereket az agy idegei transzformálják elektromos jelekké. Az e-nyelv szenzorainak feldolgozása ehhez hasonlóan történik: voltammetriás és potenciometriás változásokként generálnak elektromos jeleket.
Az ízminőség észlelése és azonosítása egyrészt az agy által felépített vagy felismert aktivált érzőideg mintákon, másrészt a termék ízlenyomatán nyugszik. Az elektronikus nyelvnél ez a művelet a statisztikai szoftver segítségével történik, amely a szenzoradatokat ízprofilokká alakítja át

## Jövő
A fentieken kívül a gépi érzékelés tudományának a jövőben még számos kihívással kell szembenéznie, például, de nem kizárólag az alábbiakkal:
- Testet öltött megismerés – Az az elmélet, amely szerint a gondolkodás teljes testi tapasztalat, ezért csak akkor létezhet, mérhető és elemezhető teljességében, ha minden szükséges emberi képesség és folyamat kölcsönösen együttműködő, egymásra figyelő és támogató rendszert alkot.
- A hasonlóság elve – Az a képesség, amelyet a kisgyermekek kifejlesztenek annak érdekében, hogy meg tudják határozni, milyen csoportba tartozik egy új inger, még akkor is, ha az eltér azoktól a tagoktól, amelyekkel korábban az adott csoportot társították. Például: egy gyermek felismeri, hogy a csivava is kutya és háziállat, nem pedig kártékony állat.
- A tudattalan következtetés – Az ember természetes működésmódja, melynek révén egy új ingerrel találkozva eldönti annak veszélyességét, azonosítja azt, és kialakítja a hozzá való viszonyulást, anélkül, hogy ez bármilyen friss tudatos erőfeszítést tenne szükségessé
- Az embernek az a veleszületett adottsága, hogy a valószínűségi elvet alkalmazva képes az idő múlásával a tapasztalatokból (körülményekből) és más személyektől tanulni.
- Az összetevők szerinti felismerés elmélete – Az a gondolkodási folyamat, amely során az ember még összetett tárgyakat is képes részekre bontani és ezek alapján használni vagy kezelni azokat. Például: amikor valaki észreveszi, hogy a bögrén van egy fül, ezért azt fogja meg, hogy elkerülje az égési sérülést.
- A szabadenergia-elv – Annak jó előre történő meghatározása, hogy az egyén mennyi energiát fordíthat biztonságosan a rajta kívül eső dolgok tudatosítására anélkül, hogy elveszítené az élet fenntartásához és a kielégítő működéshez szükséges energiát. Ez lehetővé teszi, hogy az egyén optimálisan tudatában legyen a körülötte lévő világnak anélkül, hogy energiáját annyira kimerítené, hogy káros stresszt, döntési fáradtságot és/vagy kimerültséget tapasztaljon.

## Fordítás
Ez a szócikk részben vagy egészben  a   Machine perception című angol Wikipédia-szócikk ezen változatának fordításán alapul.  Az eredeti cikk szerkesztőit annak laptörténete sorolja fel. Ez a jelzés csupán a megfogalmazás eredetét és a szerzői jogokat jelzi, nem szolgál a cikkben szereplő információk forrásmegjelöléseként.

## Kapcsolódó szócikk
- Érzékelő